# 코펜하겐 오페라 하우스

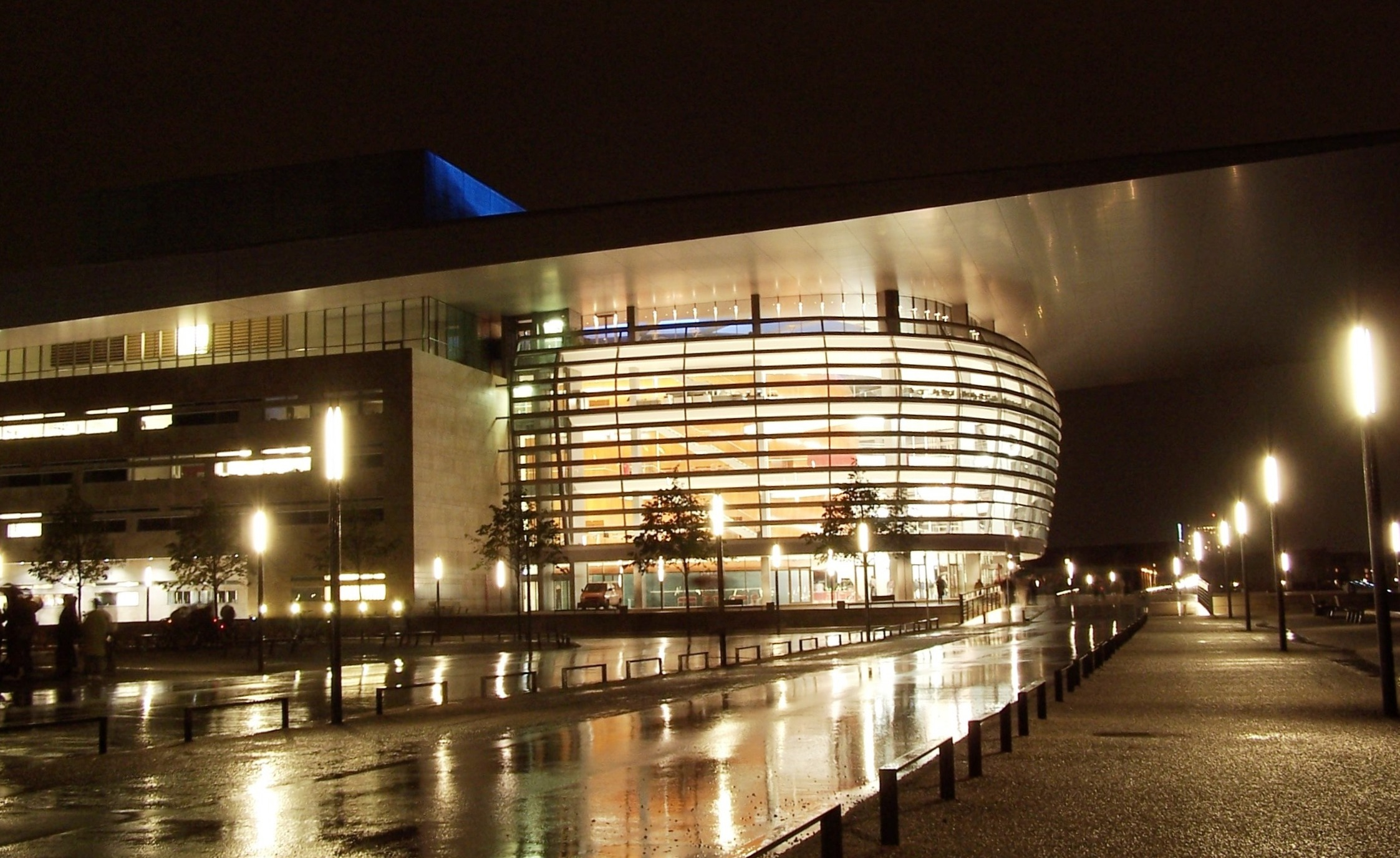

코펜하겐 오페라 하우스(덴마크어: Det Kongelige Teater)은 덴마크 코펜하겐에 위치한 오페라 극장이다.